# 認識的認知
認識的認知（にんしきてきにんち、Epistemic cognition）は、知識と知ることについての認識論である。認識的信念または個人の認識論としても知られる。学習科学や教育心理学の研究分野である。認識的認知の研究では、一般的な思考や信念とは異なる、知識や知ることについての特徴に関する人々の信念と、それが学習に与える影響を調査する。

## 研究の範囲
認識的認知の研究は、認識論（知識の本質に関する哲学）の研究から描かれている。
この分野における代表的な研究は、学習者の発達に関する研究として、または発達心理学の一分野として特徴付けられている。 より最近の研究では、認識的認知を学習の幅広い非発達的モデルに位置づけようとしている。
この研究は、(1) メタ認知（人が考えることについてどのように考えるかを特徴づける構成概念） (2) 自己調整学習（学習ニーズを特定し、それに向かって計画を立て監視し、振り返る能力を特徴づける）といったモデルに、個人レベルでの認識的認知を結びつけている。これは、Krista R. Muisの研究を含む。
認識的認知の研究の多くは科学教育の文脈で行われており、 科学的思考や科学の本質に関する信念と認識的認知の関係性に焦点があてられている。この研究のいくつかは、科学的実践の状況的性質を反映している。その他の研究では、認識的認知と構成要素（批判的思考、歴史的思考、さまざまな質の葛藤レベルや情報源の処理、より広い学業達成度など）の関係性を探究している。
学習者の認識的認知の研究と並行して、教師の認識的認知や、それが教育実践や教育評価に与える影響についても研究されてきた。

## モデル
この研究は、ウィリアム・G・ペリーによるハーバード大学の男子学生の認知的知的発達の研究から、部分的に生まれた。 このモデルにおける認識的認知の発達理論は、知識と知ることに対する見方の変化を特徴づける発達の連続的な段階に焦点を当てながら、クーンらによって発展させられた。クーンは、ピアジェによる20世紀半ばの遺伝的認識論を土台にしていると述べている。対照的に、次元モデルは、認識的認知を順次的な発達の観点から特徴付けるものではない。 その代わりに、信念を構成する複数の要素を仮定しており、それらは互いに独立に変化する可能性があるとしている。
近年、認識的認知の研究は認識論のシフトを反映している。自然化された認識論や徳の認識論、認識的認知の状況化された認知、「知ること（とその信念）」の目的とプロセスへのより大きな焦点の引き寄せなどである。

## 学習への適用
As Sandoval, Greene, and Bråten (2016)が概説しているように、認識的認知の研究は主に学習科学コミュニティによるものである。そして、認識的認知が学業的なパフォーマンスや他の学習構成要素に関連があることが明らかになっている。 しかしながら認識的認知を測定するために使用される標準的な計量心理学的尺度（調査）には懸念がある。これは認識的認知は一般的なものではなく、領域特異的であり、おそらく課題特異的であるかもしれないという証拠である。

## Further reading
- Barzilai, Sarit; Zohar, Anat (January 2014). “Reconsidering personal epistemology as metacognition: a multifaceted approach to the analysis of epistemic thinking”. Educational Psychologist 49 (1):  13–35. doi:10.1080/00461520.2013.863265.
- Bendixen, Lisa D.; Feucht, Florian C., eds (2010). Personal Epistemology in the Classroom: Theory, Research, and Implications for Practice. Cambridge, UK; New York: Cambridge University Press. doi:10.1017/cbo9780511691904. ISBN 9780521883559. OCLC 422765224
- Briell, Jeremy; Elen, Jan; Verschaffel, Lieven; Clarebout, Geraldine (2011). “Personal epistemology: nomenclature, conceptualizations, and measurement”. In Elen, Jan; Stahl, Elmar; Bromme, Rainer et al.. Links Between Beliefs and Cognitive Flexibility: Lessons Learned. Dordrecht; New York: Springer. pp. 7–36. doi:10.1007/978-94-007-1793-0_2. ISBN 9789400717923. OCLC 731920071
- Brownlee, Jo; Schraw, Gregory J.; Berthelsen, Donna, eds (2011). Personal Epistemology and Teacher Education. Routledge research in education. 61. New York: Routledge. doi:10.4324/9780203806616. ISBN 9780415883566. OCLC 700930354
- Greene, Jeffrey Alan; Sandoval, William A.; Bråten, Ivar, eds (2016). Handbook of Epistemic Cognition. Educational psychology handbook series. New York: Routledge. doi:10.4324/9781315795225. ISBN 9781138013407. OCLC 911594486
- Hofer, Barbara K.; Pintrich, Paul R., eds (2002). Personal Epistemology: The Psychology of Beliefs about Knowledge and Knowing. Mahwah, NJ: Lawrence Erlbaum Associates. doi:10.4324/9780203424964. ISBN 0805835180. OCLC 45603981
- Kitchener, Karen Strohm (July 1983). “Cognition, metacognition, and epistemic cognition: a three-level model of cognitive processing”. Human Development 26 (4):  222–232. doi:10.1159/000272885. JSTOR 26764585.
- Kitchener, Richard F. (2011). “Personal epistemology and philosophical epistemology: the view of a philosopher”. In Elen, Jan; Stahl, Elmar; Bromme, Rainer et al.. Links Between Beliefs and Cognitive Flexibility: Lessons Learned. Dordrecht; New York: Springer. pp. 79–103. doi:10.1007/978-94-007-1793-0_5. ISBN 9789400717923. OCLC 731920071
- Moshman, David (2015). Epistemic Cognition and Development: The Psychology of Justification and Truth. New York: Psychology Press. doi:10.4324/9781315884684. ISBN 9781848725133. OCLC 883648773